# Kreisgericht Rotenburg
Das Kreisgericht Rotenburg war ein preußisches Kreisgericht in der damaligen preußischen Provinz Hessen-Nassau mit Sitz in Rotenburg an der Fulda.
Mit der Annexion des Kurfürstentums Hessen wurden 1867 in der nunmehr preußischen Provinz die fünf Kreisgerichte Kassel, Fulda, Hanau, Marburg, Rinteln und Rotenburg mit dem übergeordneten Appellationsgericht Kassel eingerichtet.
Die folgenden Amtsgerichte wurden dem Kreisgericht Rotenburg untergeordnet:
| Amtsgericht                      | Sitz                 | Aufgelöst |
| -------------------------------- | -------------------- | --------- |
| Amtsgericht Borken (Hessen)      | Borken (Hessen)      | besteht   |
| Amtsgericht Brotterode           | Brotterode           | 1949      |
| Amtsgericht Friedewald           | Friedewald           |           |
| Amtsgericht Hersfeld             | Hersfeld             | besteht   |
| Amtsgericht Homberg (Efze)       | Homberg (Efze)       | 1968      |
| Amtsgericht Melsungen            | Melsungen            | besteht   |
| Amtsgericht Nentershausen        | Nentershausen        | 1932      |
| Amtsgericht Niederaula           | Niederaula           | 1945      |
| Amtsgericht Schenklengsfeld      | Schenklengsfeld      | 0         |
| Amtsgericht Schmalkalden         | Schmalkalden         | 1952/2006 |
| Amtsgericht Sontra               | Sontra               | 1976      |
| Amtsgericht Spangenberg          | Spangenberg          | 1943      |
| Amtsgericht Steinbach-Hallenberg | Steinbach-Hallenberg | 1943      |

Mit dem Inkrafttreten des deutschen Gerichtsverfassungsgesetzes am 1. Oktober 1879 traten an die Stelle dieser Kreisgerichte die drei Landgerichte Kassel, Marburg und Hanau mit je einer Staatsanwaltschaft. Einen direkten Nachfolger des Kreisgerichtes Rotenburg gab es daher nicht, seine Gerichte verteilten sich unter dem Landgericht Kassel, dem Landgericht Marburg und dem Landgericht Meiningen.